# Johann Carl Smirsch

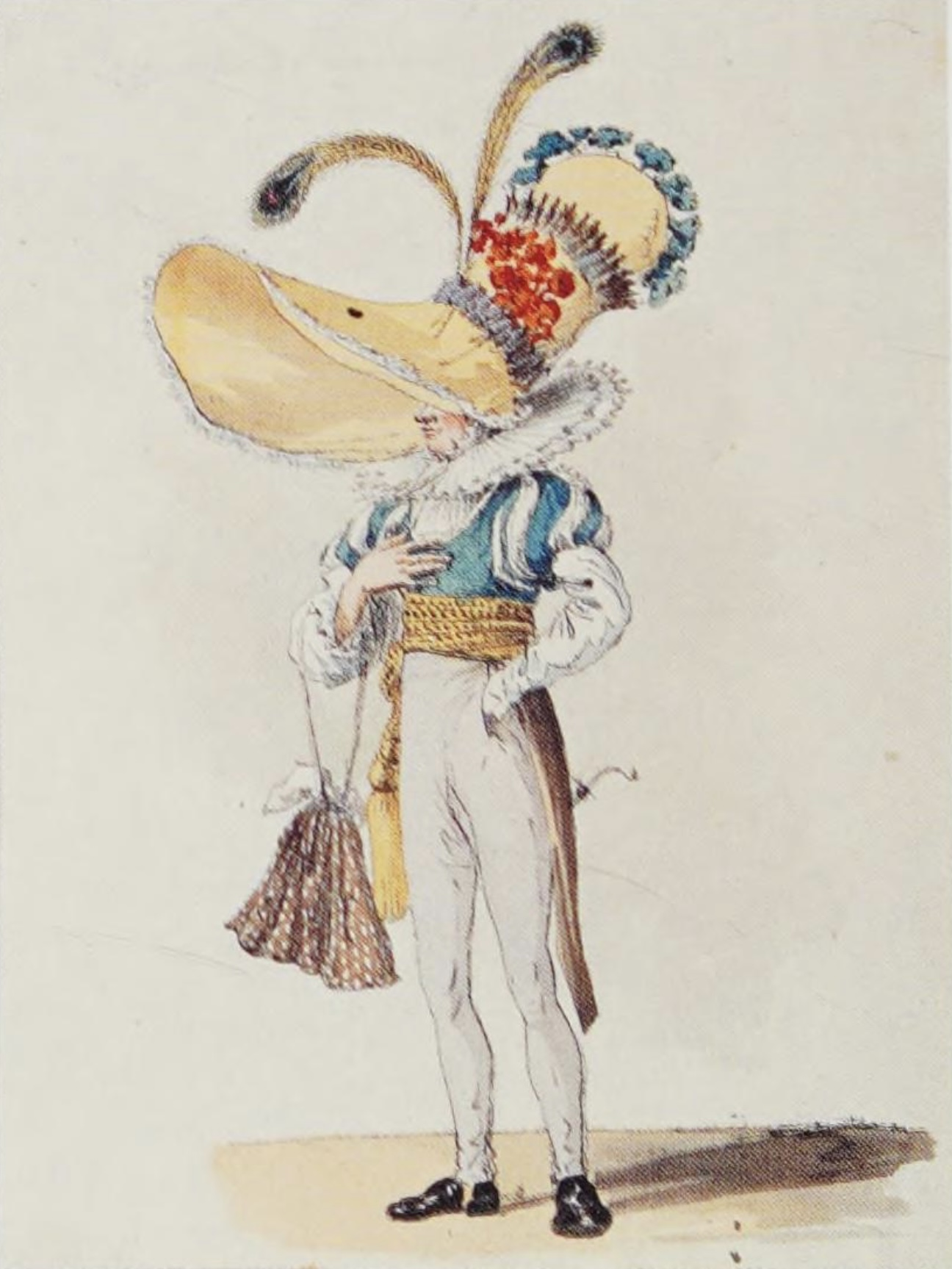
Johann Carl Smirsch alias Nina Wutzerl. Tuschezeichnung von Johann Nepomuk Hoechle (1817).

Johann Carl Smirsch (* 25. April 1793 in Wien; † 18. September 1869 in Graz) war ein österreichischer Beamter und Maler.

## Leben
In der Wiener Leopoldstadt als Sohn mährischer Eltern geboren, besuchte Smirsch das Akademische Gymnasium und war dort Schulkollege eines der Kupelwieser-Brüder (Johann).

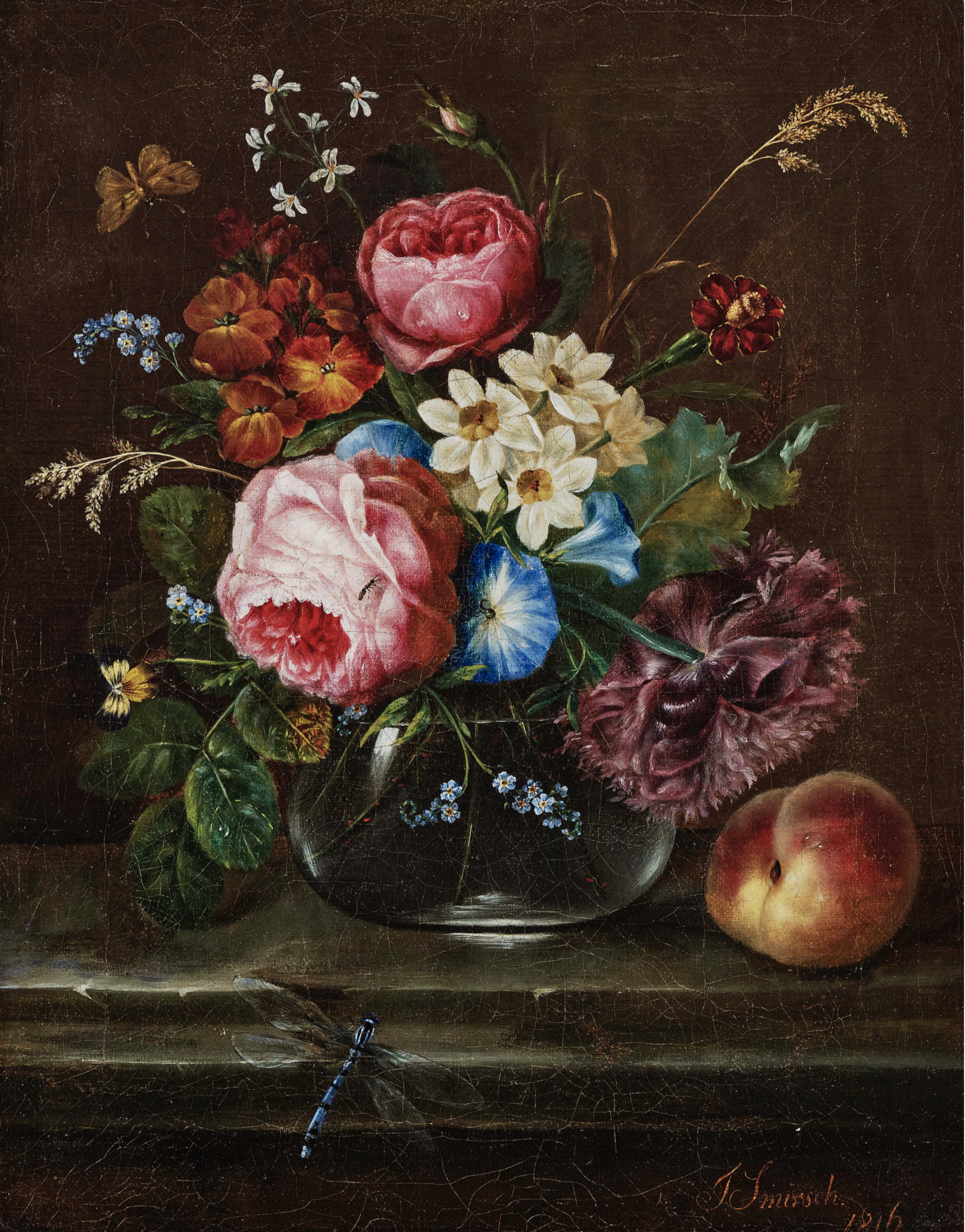
Stillleben mit Blumen, Pfirsich und Libelle. Ölgemälde von Johann Carl Smirsch (1816).

Nachdem er sich auch an der Akademie der bildenden Künste Wien als Blumen- und Stilllebenmaler hatte ausbilden lassen, stieß er zu einer ganzen Reihe von ambitionierten jungen Künstlern um die Kupelwieser-Brüder (insbesondere Josef, Leopold und Johann) und Eduard Anschütz, die sich 1817–1818 in einer sogenannten Unsinnsgesellschaft regelmäßig in einem Wirtshaus in der Wiener Landstraße trafen.
Hier fiel Smirsch nicht nur durch seinen Witz, sondern auch durch sein Pseudonym Nina Wutzerl auf, zumal er zwar Männerhosen trug, darüber jedoch ein weibliches Gewand und einen Damenhut mit Pfauenfedern.

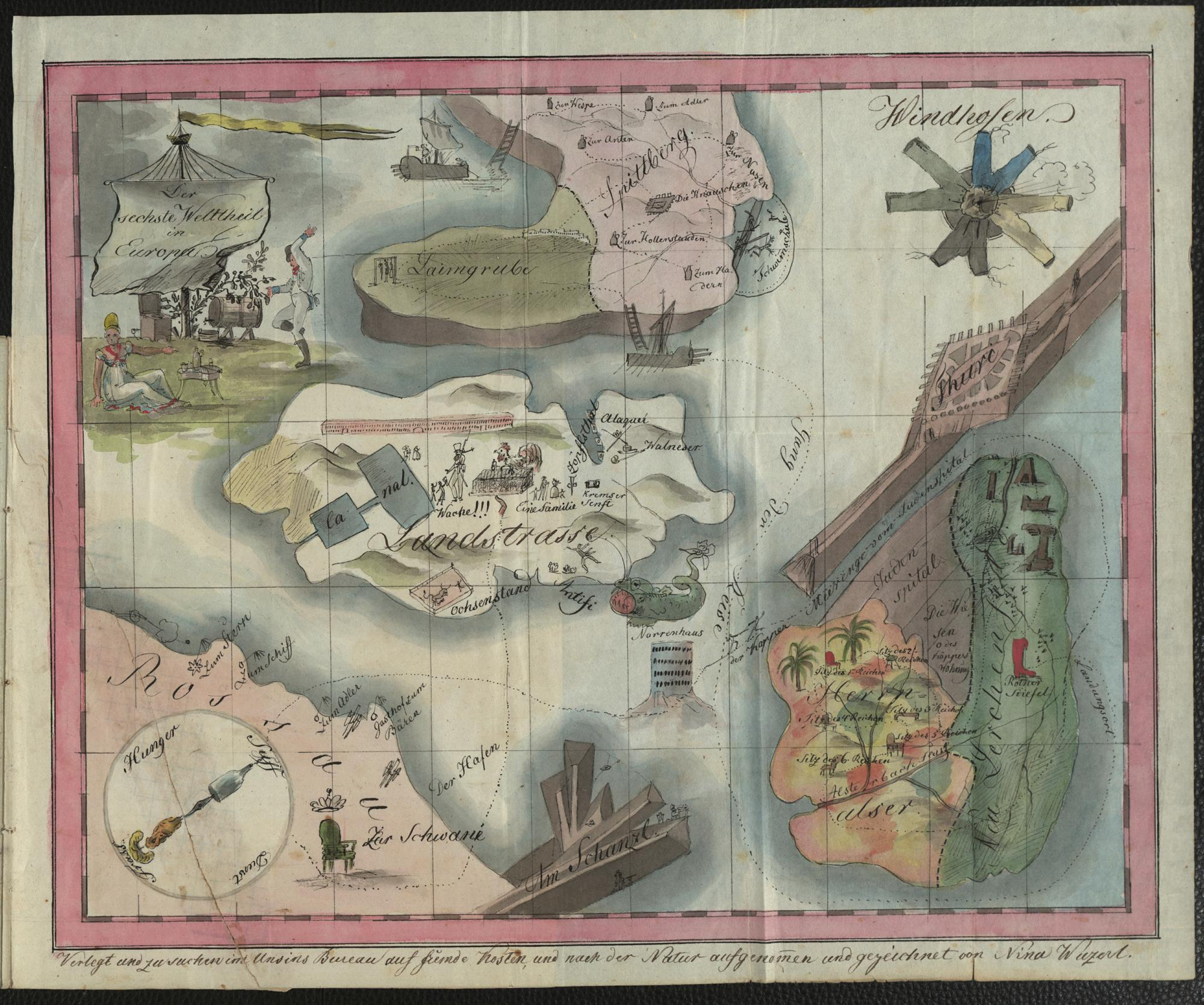
Der sechste Weltteil in Europa / Windhosen, signiert: „Verlegt und zu suchen im Unsins Bureau auf fremde Kosten, und nach der Natur aufgenommen und gezeichnet von Nina Wuzerl“. Tuschezeichnung von Johann Carl Smirsch (Heft Nr. 6 der Unsinnsgesellschaft vom 20. November 1817).

Im Archiv des menschlichen Unsinns, einer vom Verein herausgegebenen Zeitschrift, trat Smirsch zwar kaum durch schriftliche Beiträge oder Aquarelle hervor, war jedoch aufgrund seiner auffallenden Erscheinung einer der am häufigsten beschriebenen Mitglieder des Vereins.
Er stellte seine Wohnung mehrmals als Versammlungsort der Unsinnsgesellschaft zur Verfügung, wie etwa für die Vorbereitungen der angekündigten Silvesterfeier 1818. Offenbar war dies seiner Quartiervermieterin zu viel, aber „unter Angelobung eines bessern, christlichern Lebenswandels“, durfte er die Wohnung doch noch länger behalten. Smirsch schrieb nur einen Beitrag für das Archiv, und zwar über den „Lauskeller im langen Haus“ (Heft Nr. 34, 1818), den sogenannten Mirakelkeller in der Nähe seiner Wohnung. Seine Bilder sind von größerer Bedeutung, besonders die Landkarte zur Schiffsreise durch die Wiener Vororte „Der sechste Weltteil in Europa“, die wichtige Aufschlüsse über die Gesellschaft gibt.
1824 wird Smirsch auch von Franz Schubert einmal erwähnt, in seinem einzigen Brief an Leopold Kupelwieser in Rom, als dessen Wiener Mittelsmann Smirsch fungierte:

„Schon längst drängt’ es mich Dir zu schreiben, doch niemahls wußte ich wo aus wo ein. Doch nun beut sich mir die Gelegenheit durch Smirsch, u. ich kant endlich wieder einmahl jemandem meine Seele ganz ausschütten.“

Um 1830 lebte in dem von ihm bewohnten Haus auch die Familie des späteren Schubert-Biografen Heinrich Kreißle von Hellborn.
Im Alter von 76 Jahren entschloss sich der Junggeselle, die Köchin Franziska Puchinger zu heiraten, die ihm bereits viele Jahre hindurch den Haushalt besorgt hatte.
Werke von Smirsch sind in verschiedenen Sammlungen und gelegentlich auch im Handel anzutreffen.